# Истина

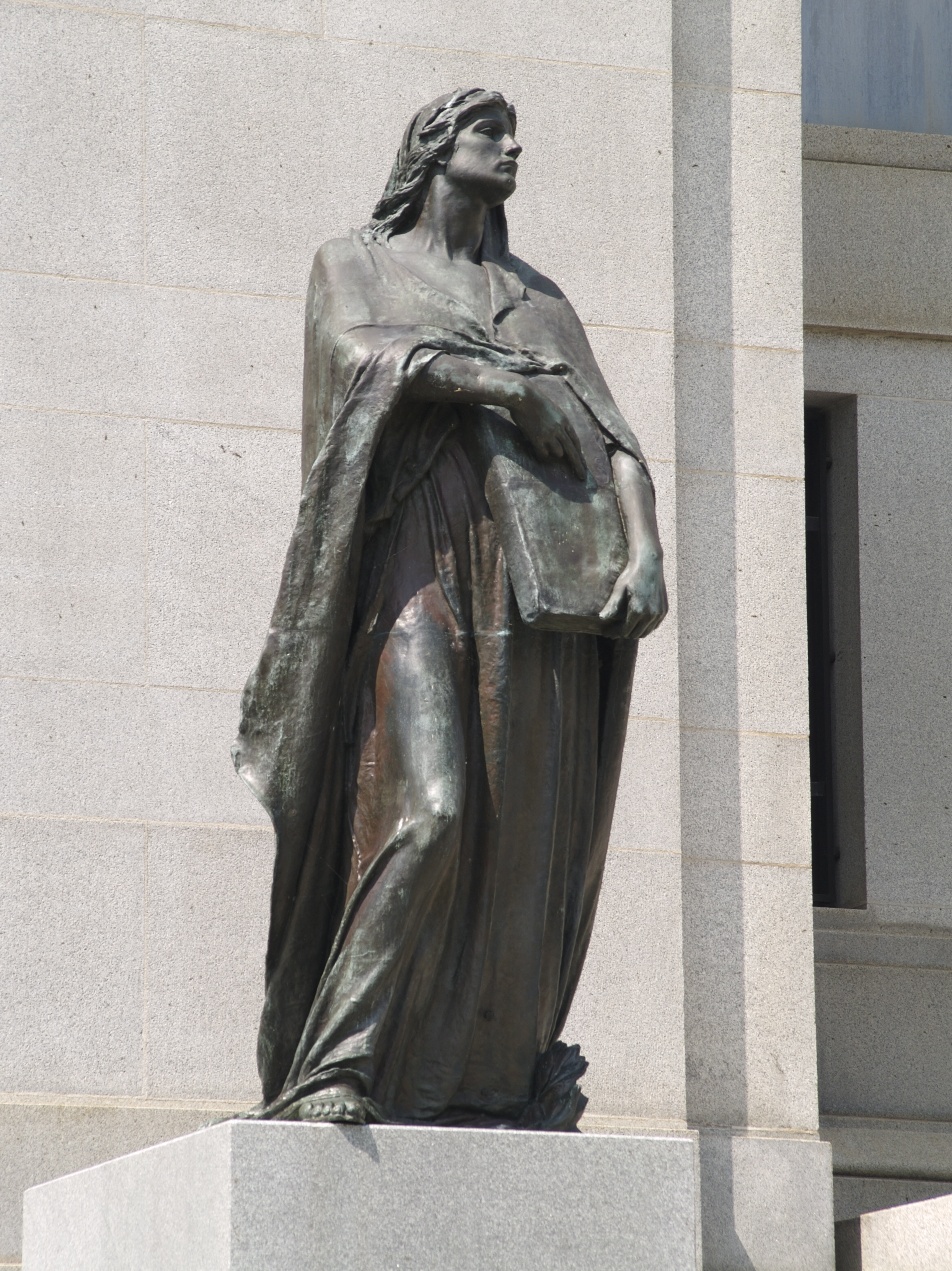
Статуя Истины у Верховного суда Канады, Олвард, Уолтер Сеймур

И́стина — одна из важнейших ценностных универсалий культуры, которая выступает ориентиром познавательной и практической деятельности, соотносимой с рядом критериев, включая соответствие действительности, приближение к идеалу, внутреннюю согласованность и эмпирическое оправдание, успешность действия, ощущение внутренней гармонии и др.
Категория философии и культуры, идеал знания и способ его достижения, обоснования. Представляет собой ценностно-теоретическое понятие, в котором предполагается, с одной стороны, рефлексивно-конструктивная разработка критериев совершенства и совершенствования знания, а с другой — отнесение к системе ценностей, где идеал этого совершенства определяется контекстуально, через связи с иными ценностными категориями. Одна из центральных тем в философии.
Понятие истины всегда порождало острые дискуссии и знаменовало поляризацию философских учений. Эти дискуссии имели предметом специальную философскую категорию. Истина в качестве ценности европейской культуры сохраняла устойчивое содержание в сферах обыденного сознания, религии, науки. История понятия «истина» как исследовательской программы представляет собой медленную трансформацию жесткого ценностно-культурного ядра, происходящую параллельно постоянной пролиферации (размножения) теорий на уровне философского защитного пояса.
Истина представляет собой гносеологическую характеристику мышления в его отношении к своему предмету. Мысль называется истинной или просто истиной, если такая мысль соответствует своему предмету — представляет его таким, каким он является на самом деле. Ложной называют мысль, не соответствующую своему предмету — представляющую его не таким, каков он на самом деле, искажающим его.
Различные концепции истины находятся в сложных, нередко противоречивых, отношениях с познавательными установками науки. Эта ситуация ведёт к разделению сфер культуры: в одних сферах господствует «рациональный дискурс», который ограничивает свободу человеческих действий требованием их общезначимости и успешности, находящейся в зависимости от объективных условий — это наука, техника, производство, экономика; другие отдаются свободному действию, которое направленно на «самовыражение» — искусство, игра; в третьих — истина неотделима от веры, ощущения причастности к высшему началу и т. д. Несмотря на все эти существенные различия в понимании истины в разных сферах человеческой культуры, истина выступает в качестве фундаментальной характеристики человеческого бытия.

## Концепции
Выбор критерия (соответствие действительности, приближение к идеалу, внутренняя согласованность и эмпирическое оправдание, успешность действия, ощущение внутренней гармонии и т. д.) определяет содержание понятия истины. При этом сам выбор определяют характер мировоззрения, система философских взглядов, структура общественной практики, совокупность убеждений и верований конкретного человека. Классическая философская концепция истины восходящая к Платону и Аристотелю основана на положении, что истинными являются мысли, соответствующие объективной то есть независимой от познающего субъекта, действительности. Эта концепция, получившая название «корреспондентной» теории истины (от лат. соrrespondentia — соответствие) проблематизирует все три термина, которые фигурируют в данной формулировке. Первая группа проблем связана с ограничениями, которые указывают, какие именно мысли могут быть охарактеризованы как истинные. Например, истинными считаются высказывания, описывающие определённое положение дел, но высказывания, которые выражают приказ или не имеют определённого значения (х − у = z), не могут характеризоваться в качестве истинных или ложных; претендующие на истинность высказывания должны соответствовать синтаксическим и семантическим правилам языка (например, высказывание «Этот квадрат круглый» не является истинным или ложным, а бессмысленно).
Вторая группа проблем связана с тем, что́ именно может рассматриваться к качестве действительности, которой соответствуют мысли. Так, в логическом атомизме (Бертран Рассел), высказывания считаются истинными, если они соответствуют «фактам». Однако «факты» являются познавательными конструкциями, которые зависят от чувственных восприятий и концептуальных интерпретаций, следовательно, сопоставление высказываний с фактами является сопоставлением одних мыслей с другими. В данном подходе основная трудность, на которую обращал внимание Иммануил Кант, заключается в том, что мысль нельзя непосредственно сопоставить с её объектом — «вещью самой по себе», поэтому знание имеет собственную действительность, в которой только и возможно ставить вопрос об объективности этого знания.
Третья группа проблем связана с трактовками «соответствия», которые развиваются от наивной концепции «копирования» действительности до прагматической концепции, по которой соответствие между знанием и его объектом устанавливает эмпирическая проверка всех практических следствий из этого знания (Ч. С. Пирс, диалектический материализм).
Альфред Тарский уточняет «корреспондентную» теорию, продемонстрировав, что известные с древних эпох семантические парадоксы (такие как парадокс Евбулида «лжец», ставящий вопрос об истинности высказывания «Я лгу»: пусть А = «А — ложно», тогда А истинно, если А ложно, и наоборот) можно устранить в языках, которые допускают формализацию построением иерархии семантических уровней, включая объектный язык, для которого указаны правила синтаксиса, и метаязык, имеющий правила обозначения для каждого элемента объектного языка. Семантическое определение истины вводится с помощью понятия «выполнимость», которое имеет точный смысл в метаматематике. Язык, который свободен от семантических антиномий, возможно построить только в случае, если точно перечислить все его исходные выражения и правила построения, другими словами выполнить условия формализации. Естественные языки это требование не выполняют, поэтому являются неустранимо парадоксальными.
«Корреспондентная» концепция истины составляет одну из предпосылок для реалистических теорий познания (критический реализм, научный реализм и др.). Ряд методологических концепций предлагает различные варианты трактовки «соответствия» знания и его объекта: в качестве степени подтверждения, верификации (аналитическая философия), «правдоподобия» (Карл Поппер) — гипотеза «соответствует» реальности до того времени, пока не поддаётся опровержениям, и др. При этом в инструменталистских, конвенционалистских и конструктивистских моделях знания приходят к толкованию истины в качестве свойства знаний, которые образуют самосогласованную (непротиворечивую) систему — «когерентная» теория истины: истинность каждого отдельного фрагмента знания (включая предложения, теории, гипотезы и др.) говорит о его принадлежности к непротиворечивой и согласованной системе. В качестве образца рассматривается логическая или математическая теория, которая допускает высокую степень формализации. К этому подходу близко стоят некоторые физические теории, включая классическую механику и квантовую физику. «Когерентная» теория, по существу, не составляет концепцию, противостоящую «корреспондентной» теории, однако выявляет в ней конкретный методологический аспект: место проблемы «соответствия» между знанием и реальностью, которая не поддаётся однозначному выражению, занимает применение логических методов анализа с целью определения истинности конкретного фрагмента знания через соотнесение этого фрагмента с характеристиками системы, частью которой он является. Схема анализа выглядит следующим образом: предложение р, которое входит в эмпирически значимое множество М, можно рассматривать как истинное только если получится найти подмножество N ⊂ M, непротиворечивость и логическая взаимосвязанность которого является доказанной, и p ∈ N. Чем в большее число когерентных подмножеств включено высказывание р, тем с большей вероятностью оно может рассматриваться как истинное. В этой схеме логический и эмпирический методы анализа систем знаний объединяются с математической теорией вероятностей.
Классическими являются различения между «необходимой» и «случайной» истиной, относительной и абсолютной истиной, фактической и логической истиной. Эти понятия основаны на представлении, что знание является истинным в той степени, в какой оно приближено к реальности, мыслимой в качестве независимого от познания его источника и конечной причины.
В отличие от классических, в иррационалистических концепциях истины она трактуется в качестве её особого состояния убеждённости: истиной именуется то, во что человек верит, что он считает безотносительной ценностью, либо истина является результатом соглашения, характеристикой истолкования, понимания, психологически важным условием коммуникативного действия. Вопрос об истине в отношении знания к объективной действительности эти концепции либо игнорируют как неразрешимый, либо вовсе представляют бессмысленным. Термину «истина» здесь даётся тавтологический смысл: истинно то, что по некоторым соображениям принимают за истину. Согласно этому подходу, свидетельство истинности люди находят в интуитивном «озарении», интимно-личностном переживании и др. Из этого следует принципиальный «плюрализм» истин: невозможно оспорить «истинность» в качестве переживания «другого», однако возможно согласиться с тем, что никто не обладает «монополией» на истину; обмен производится не объективно-истинными знаниями, а более или менее приемлемыми мнениями, которые выражают внутренние переживания.

## В науке
Конвенционалистское понимание природы научного познания направлено на утверждение положения, что наука является результатом разнообразных и систематических попыток рационального смоделирования природы, а не однозначно детерминированное через воздействие природы на сознание учёного знание и не результат Божественного промысла и гарантированного для учёных истинного познания природы. Впервые вопрос конвенционального характера научного знания был поднят в конце XIX века не в рамках философии и методологии науки, а в пределах религиозного анализа науки и её возможностей, что осуществил французский неотомист Эдуард Ле Руа с опорой на средневековую традицию, в которой различались и противопоставлялись два рода истин: истины разума и истины веры. По этой традиции, научные истины, в отличие от религиозных, представляют собой плод усилий человеческого разума, поэтому не могут быть абсолютно-истинными по самой их природе.
В начале XX века Гуссерль отказался от идеи конвенциональной и человеческой природы научного знания, но позднее пришёл к этой мысли, выступая за гуманизацию европейской науки. Условно-истинный характер человеческого познания ясно прослеживается также в экзистенциализме, прагматизме, герменевтике и во многих других течениях философии XX века.
По мнению философа-неопозитивиста Алфреда Айера, понятие истины может быть вовсе исключено из науки в качестве «псевдопредиката».
В области точных и естественных наук понятие правды практически не используется, так как ими не востребована нравственная окраска знания. Другое положение занимает понятие правды в общественных и гуманитарных науках: везде, где познание разворачивается вокруг человека, познающий не имеет возможности оставаться безучастным наблюдающим — он трансформируется вместе с познанием; знание обрастает нравственной компонентой; гносеология становится гносеургией; истина гуманитарного познания отождествляется с правдой.

## В логике
В логике, для которой значение истинности суждений и умозаключений является одним из преимущественных предметов изучения, критерием истинности выступает логическая правильность: относительная полнота формальных аксиоматических систем и абсолютное отсутствие в них противоречий.

## В религии
В буддизме истина преимущественно связана с практическим достижением состояния сознания, в котором реальность видится такой, «как она есть» (ятхабхутам). Отдельно от соответствующей трансформации психики человека истина в буддизме не рассматривается. В связи с этим, в буддизме различают два уровня истины (сатья-двая): 1) истина относительная, эмпирическая — то, каким образом явления представляются в омрачённом сознании; 2) истина абсолютная, конечная — то, каким способом явления существуют в действительности.
Четыре благородные истины (чатвари арьясатьяни), четыре истины Святого — одно из базовых учений буддизма, которого придерживаются все его школы. Четыре благородные истины сформулировал сам Будда Шакьямуни, и кратко их можно изложить так: 1) существует страдание; 2) существует причина страдания — страстное желание, жажда; 3) существует прекращение страдания — нирвана; 4) существует путь, ведущий к прекращению страдания, — восьмеричный путь. В восточно-азиатских школах уделяется внимание также Сутре сердца, в которой отрицается «реальность Четырёх благородных истин», что соответствует учению о двух уровнях истины.
Дальневосточная буддийская школа дзэн утверждает, что истина не может быть выражена в словах. Профессор философии Д. Т. Судзуки выразил процесс нахождения истины в традиции дзэн следующим образом: «Истина непосредственно раскрывается перед вашим взором. Вот и всё, чего вы ещё хотите?».
Учитель тибетской традиции Гелуг Геше Джампа Тинлей отмечает, что, хотя переживание абсолютной истины невозможно передать словами, саму абсолютную истину можно объяснить с помощью отрицательных умозаключений. Именно таким способом конечные представления о реальности формулируются в высшей философской школе буддизма Махаяны — мадхьямаке-прасангике. В связи с этим выделяются два вида абсолютной истины: выразимая — та, которая постигается концептуально, и невыразимая — истина, постигаемая напрямую. Постигаемое в обоих случаях одинаково, однако различаются способы восприятия. В целом, абсолютная истина формулируется как отсутствие у всех феноменов независимого субстанционального существования; в силлогизмах это отсутствие является объектом отрицания. Феномены пусты от такого способа существования; именно этот смысл вкладывается в понятие пустоты (шуньяты), а не отсутствие существования феноменов вообще, как иногда неверно интерпретируется это понятие. Чже Цонкапа в «Большом руководстве к этапам пути Пробуждения» говорит о важности правильного определения объекта отрицания:
«…Поэтому очень важно точно определить отрицаемое, поскольку, не определив его, несомненно, породим воззрение этернализма [принятие за существующее того, чего в реальности не существует] и нигилизма [отрицание существующего].»
Из высказываний Лао-цзы: «Высказанная вслух истина перестаёт быть таковой, ибо уже утратила первичную связь с моментом истинности». «Знающий не говорит, говорящий не знает».
По убеждению последователей индуизма, истина познаётся только через целостный опыт восприятия. Причём не столько индивидом, сколько сущностью мира. Через созерцание «Я» внешнего «Я» внутренним и наоборот. Истина не может быть выражена в силу своей многогранности.
Одним из базовых понятий в даосизме является дао: 道 (dào) — Дао-путь, Путь, истина, способ, метод, правило, обычай, мораль, нравственность.

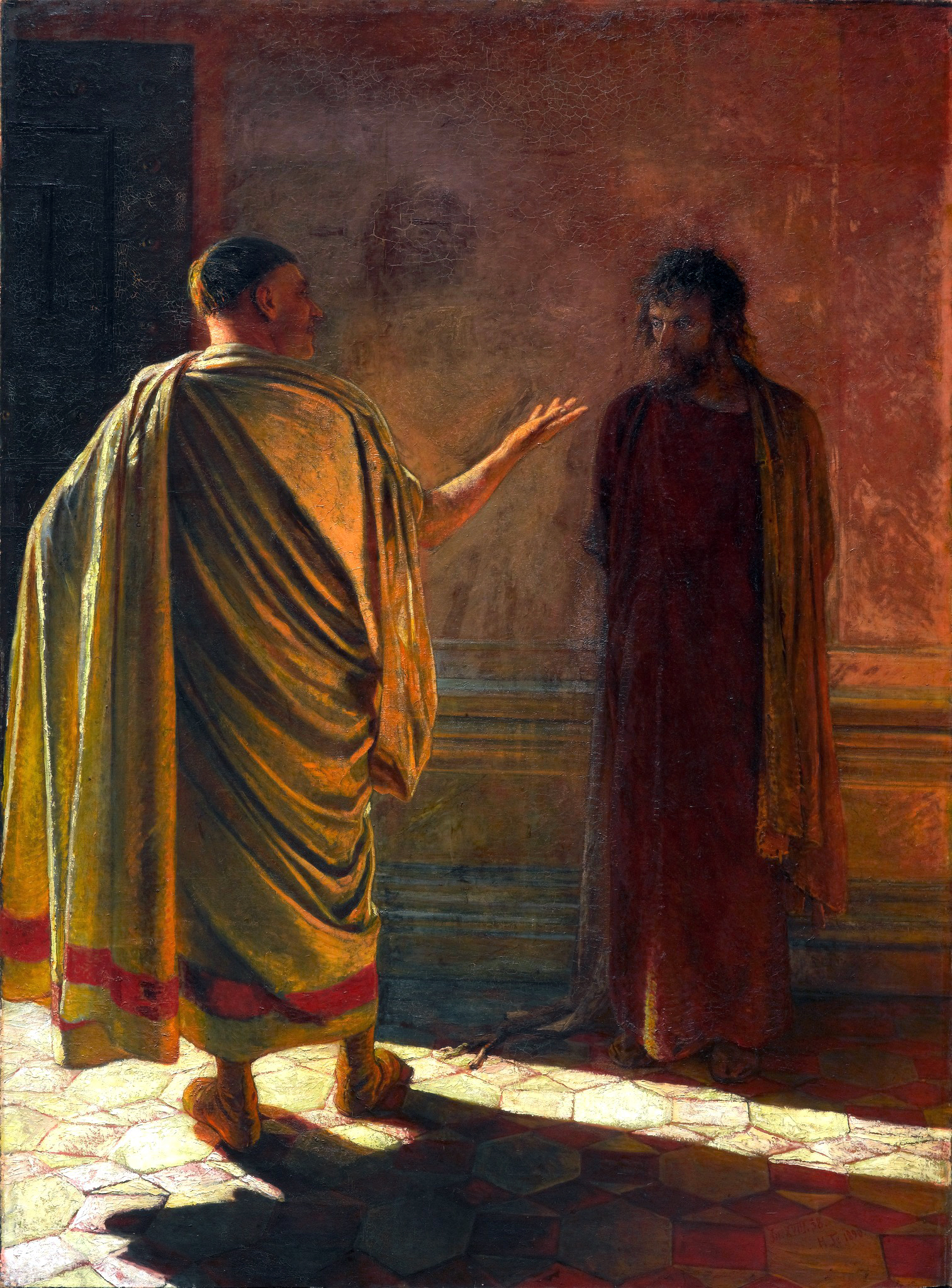
Николай Ге, «Что есть истина?»

Христианство истиной называет не некоторую абстрактную универсальную идею или какое-либо ныне существующее материальное явление (формирование), а основополагающую живую личность Иисуса Христа — Бога-Слова — Логоса, который изрёк: «Я есмь путь и истина и жизнь» (Ин. 14:6). В этом смысле примечательно поведение Понтия Пилата, скептически спросившего Христа: «Что есть истина?» и не выслушавшего ответа от самой Истины (Ин.18,37-38). Следует заметить и другие слова Христа об истине, а именно, о тех случаях, когда истина попирается: «Ваш отец диавол; и вы хотите исполнять похоти отца вашего. Он был человекоубийца от начала и не устоял в истине, ибо нет в нём истины. Когда говорит он ложь, говорит своё, ибо он лжец и отец лжи» (Ин. 8,44). Этим подчёркивается, что направленность свободной воли разумных существ определяет их причастность либо к истине и к вечной жизни (вечному бытию), либо ко лжи — вечной смерти и небытию. После грехопадения прародителей все люди подвержены влиянию диавола, поэтому псалмопевец Давид (с некоторым удивлением) восклицает: «Всяк человек — ложь» (Пс. 115, 1-2). Воскресение Христово рождает надежду на исправление человеческой природы. Таким образом, в христианстве истина — это спасительная Личность Иисуса Христа.
Позиции, во многом схожей с позицией иудаизма, придерживались сторонники ислама, убеждённые, что слова, донесённые до правоверных пророком Мухаммедом и изложенные в сурах Корана, — это ключ к блаженному существованию после смерти тела. Отступление от данных слов неминуемо ведёт к погибели. Таким образом, в иудаизме и исламе истина — это спасительный Закон.

## История понятия
Впервые философское понятие истины введено Парменидом как противопоставление мнению. Основным критерием истины признавалось тождество мышления и бытия. Наиболее разработанной теорией истины в античной философии выступала концепция Платона, согласно которой истина есть сверхэмпирическая идея (вечный «эйдос истины»), а также вневременное свойство остальных «идей». Причастность человеческой души миру идей связывает душу с истиной, знание которой есть результат воспоминания души о своём пребывании в мире вечных идей, когда она ещё не соединилась с телом. В средневековой философии Августин, опиравшийся на взгляды Платона, проповедовал учение о врождённости истинных понятий и суждений (в XVII века эта концепция развивалась Рене Декартом). Начиная с XIII века была распространена теория Фомы Аквинского, придерживавшегося учения Аристотеля и развивавшего это учение с позиции гармонического единства познающего разума и верующего (христианского) мышления.
До сих пор наиболее распространённой концепцией истины является корреспондентская или классическая концепция истины. Её основные положения сформулированы Аристотелем, главное из них сводится к формуле: истина есть соответствие вещи и интеллекта (лат. veritas est adaequatio rei et intellectus). В классическом смысле истина — это адекватная информация об объекте, получаемая посредством чувственного и интеллектуального изучения либо принятия сообщения об объекте и характеризуемая с позиции достоверности. Более упрощённая трактовка совпадает с таким тезисом: истина есть адекватное отображение действительности в сознании.
Понимание истины как соответствия знаний и вещей было свойственно в античности Демокриту, Эпикуру, Лукрецию. Классическая концепция истины признавалась Фомой Аквинским, Г. Гегелем, К. Марксом и другими мыслителями. В частности, французские философы-сенсуалисты (например, Э. Кондильяк) определяли истину, постулируя её в своих формулах в принципе как адекватное отображение действительности и тем самым присоединяясь к приверженцам корреспондентской теории. Общая ориентация на классические воззрения присуща также и некоторым философам XX в. (А. Тарский, К. Поппер и др.).
В классической концепции действительность трактуется, главным образом, как объективная реальность, существующая независимо от нашего сознания. Действительность включает в себя не только воспринимаемый мир, но и субъективную, духовную сферу. Особым образом здесь следует сказать о познании; его результат (истина), а также сам объект познания понимаются неразрывно связанными с предметно-чувственной деятельностью человека. Позднее к этому прибавилось понимание истины не только как статичного явления, но и как динамичного образования или процесса.
Некоторые сторонники классической концепции трактовали истину более возвышенно, но также и более неопределённо. Они понимали истину как свойство субъекта, совпадающее с его согласием с собой, комплексом априорных форм чувственности и мышления (И. Кант) или даже в виде вечного, вневременного, неизменного и безусловного свойства идеальных объектов (Платон, Августин). Сторонники таких воззрений составляли достаточно многочисленную группу философов. Они видели истину в идеале, в некотором недостижимом пределе. Это понимание долгое время господствовало, имея таких последователей как Р. Декарт, Б. Спиноза, Г. Лейбниц, И. Фихте и другие мыслители.
В границах ещё одного направления, эмпиризма, истина понималась как соответствие мышления ощущениям субъекта (Д. Юм в XVIII в., Б. Рассел в XX в.), либо в качестве совпадения идей и поступков со стремлениями личности (У. Джемс, Х. Файхингер). Р. Авенариус и Э. Мах понимали истину как согласованность ощущений. М. Шлик и О. Нейрат рассматривали истинность как последовательную связь предложений науки и чувственного опыта. Конвенционалисты (например, А. Пуанкаре) утверждали, что дефиниция истины и её содержание носят условно-договорный характер.
С конца XIX века в философии усиливается иррационалистический подход к пониманию истины. Ф. Ницше считал иллюзией существование абсолютной истины и связывал возникновение этой иллюзии с волей к власти, особенностями субъективного опыта, идеями вечного изменения, возвращения, становления и переоценки ценностей. Ж.-П. Сартр считал, что сущность истины есть свобода; экзистенциалисты в целом противопоставляли объективной истине представление о личной истине, в границах которой интуитивно раскрывается бытие в его подлинности.
Согласно наиболее распространённым воззрениям в западной философии середины XX в. истина есть особый идеальный объект (Ж. Маритен, Н. Гартман и др.). Такое понимание истины неразрывно связано с пониманием бытия как трансцендентного, сверхчувственного и рационально до конца не постижимого феномена.
Одним из важных итогов философских исследований выступает различие между абсолютной и относительной истиной:
- абсолютная истина — это полное, исчерпывающее знание о мире как о сложно организованной системе.
- относительная истина — это неполное, но в некоторых отношениях верное знание о том же самом объекте; правда.

Возникший в XX веке неопозитивизм разделяет истины на эмпирические (подтверждаемые опытом) и логические (не зависящие от опыта, априорные). Представители так называемого социально-психологического направления (Томас Кун, Пол Карл Фейерабенд) в противовес неопозитивистской трактовке научной истины как эмпирической подтверждаемости предложили вообще аннулировать понятие научной истины, особые нападки с их стороны вызывало понятие объективности истины.
В некотором смысле, доводя эту точку зрения до логического завершения теоретики постмодернизма Жак Деррида, Жиль Делёз изображали познание как процесс вечной погони за истиной как иллюзией или симулякром (Ж. Бодрийяр). Для постмодернизма истина не может быть безусловной догмой, абсолютом, сковывающим творческое мышление, а только относительной, конвенциональной, обозначающей некоторый результат соглашения между участниками диалога. С точки зрения аналитической философии (Витгенштейн, Людвиг), истина представлена как значение, имеющее множество контекстов (плюрализм контекстов) и определяемое структурой языка как элемент языковой игры, не имеющей прямого отношения к реальности.
Также необходимо выделить тезис о конкретности истины. Конкретность истины в марксистской концепции есть зависимость знания от связей и взаимодействий, присущих тем или иным явлениям, от условий, места и времени, совокупности исторического опыта, на основании которого знания существуют и развиваются. В содержание этого тезиса входит идея, которая была востребована в сравнительно позднее время при достижении понимания мира как динамичного целого, изменяющейся материальной системы.
Марксизм рассматривает конкретность истины не как неизменный факт, а как относительное явление, в контексте общего процесса познания, диалектической взаимосвязи гносеологических категорий абстрактного и конкретного, как движение по спирали, отрицание отрицания, восхождение от абстрактного к конкретному и обратно. Марксизм рассматривает абстракцию не только как наиболее общее понятие или категорию, но и как неизбежно одностороннее восприятие действительности, которое требует уточнения по мере накопления конкретного опыта, открытия новых природных взаимосвязей. В свою очередь, расширение смыслового содержания абстрактных понятий на основе нового конкретного опыта позволяет по-новому рассмотреть полученные факты, их обобщить и открыть новые общие закономерности.
Известна философская метафора архимедова точка — точка зрения «снаружи», из которой можно увидеть, возможно, объективную или «истинную» картину чего-либо. Может иметься ввиду взгляд на время извне времени, взгляд на науку с какой-то другой позиции, взгляд на пространственную реальность из ниоткуда.
Рене Декарт в «Размышлениях о первой философии» писал:

Архимед, чтобы перенести весь земной шар с одного места, которое он занимал, на другое, требовал только точки, которая была бы твердой и неподвижной; так и я буду иметь право питать самые высокие ожидания, если мне посчастливится открыть лишь одну вещь, которая является достоверной и несомненной.

## Правда и истина
Правда — понятие, сходное с понятием «истина», но в ряде случаев отличающееся от него и даже противопоставляемое. Правда, в отличие от истины, имеет онтологический характер, то есть отражает действительность значимым для личности образом, в согласии с нравственными категориями и в такой полноте, которая необходима для подлинного понимания и убеждённости, решимости действовать. Таким образом, если истина соответствует объективной действительности, то правда — духовной.
В русской философии, от Достоевского до Вл. Соловьёва, создаётся и воссоздаётся смысловая иерархия правды и истины. Выступать за правду — значит, искать такой истины, которой необходимо ещё добиться, воплощающей в себе жизненный идеал, в котором поступки отдельного человека находятся в согласии с нравственностью. В итоге истина оказывается подчинённой правде. С другой стороны, у русской философии появляется альтернатива жёсткой бинарной оппозиции «истина-ложь» — более приближённая к жизни тернарная структура «правда-истина-ложь».
Кроме того, на различии правды (лат. iustitia, ср. серб. Правда — правосудие) и истины (лат. veritas) настаивает славянский перевод 84 (85 в масоретской традиции) псалма:

Истина возникнет из земли, и правда приникнет с небес
— Пс. 84:12
Современное словоупотребление делает особый акцент на субъективном и преходящем характере правды, в отличие от вечного и внечеловеческого характера истины (научной или божественной).